# Bill Thompson
Bill Thompson, nome vero di William H. Thompson (Terre Haute, 8 luglio 1913 – Los Angeles, 15 luglio 1971), è stato un attore e doppiatore statunitense.

## Carriera
Attore e doppiatore, prestò la sua voce ad alcuni personaggi dei film Disney. 
Nel 1950 sposò la sceneggiatrice Mary Margaret McBride, con cui rimase fino alla morte, avvenuta a Los Angeles il 15 luglio 1971, a 58 anni, a causa di uno shock settico.

## Filmografia parziale

### Doppiatore
- Alice nel Paese delle Meraviglie (1951)
- Le avventure di Peter Pan (1953)
- Tà-tà tì-tì zin-zin bum (1953)
- Lilli e il vagabondo (1955)
- La storia di una città qualsiasi (1957)
- La bella addormentata nel bosco (1959)
- Gli Aristogatti (1970)

## Doppiatori italiani
- Lauro Gazzolo in Alice nel Paese delle Meraviglie (Bianconiglio), Lilli e il vagabondo (Whisky, ed. 1955)
- Aldo Silvani in Alice nel Paese delle Meraviglie (Capitan Libeccio)
- Vinicio Sofia in Le avventure di Peter Pan (Spugna, ed. 1953)
- Cesare Polacco in Le avventure di Peter Pan (Pirati, ed. 1953)
- Enzo Garinei in Le avventure di Peter Pan (Spugna, ed. 1986)
- Mario Bardella in Le avventure di Peter Pan (Pirati, ed. 1986)
- Renato Turi in Lilli e il vagabondo (Poliziotto, ed. 1955)
- Marco Columbro in Lilli e il vagabondo (Whisky, ed. 1997)
- Vittorio De Bisogno in Lilli e il vagabondo (Joe. ed. 1997)
- Giorgio Capecchi in La bella addormentata nel bosco
- Gianni Bonagura in Gli Aristogatti
- Franco Latini in Lilli e il vagabondo (Joe ed. 1955)
- Giorgio Piazza in Lilli e il vagabondo (Bull e Dachsie, ed. 1955)